# Gregor Aichinger
Gregor Aichinger (Regensburgo, 1561 — Augsburgo, 21 de janeiro de 1628) foi um compositor alemão.

## Biografia
Aichinger estudou a partir de 1587 na Universidade de Ingolstadt e em 1584 foi contratado como organista da família Fugger, em Augsburgo. Nos anos seguintes, fez várias viagens para Roma e Veneza. Em 1600 foi ordenado padre e, em seguida, recebeu uma nomeação para ser cônego da Catedral de Santa Gertrudes, em Augsburgo, cargo que ocupou até sua morte.
Escreveu numerosas obras, especialmente para o uso da igreja (incluindo Sacrae cantiones). Mais tarde, compôs também trabalhos com baixo contínuo e, portanto, contribuiu para estabelecer esse estilo, na Alemanha.

## Obras
- Ausgewählte Werke. Breitkopf & Härtel, Leipzig 1909.